# Sant Eudald
Es parla del sant també conegut com a Hou de Mongrony; per a Sant Hou de Celrà, vegeu: Sixt i Hou de Celrà.
Sant Eudald, també anomenat, Sant Thou o Sant Hou, va ser un sant màrtir, la historicitat del qual presenta seriosos dubtes. És venerat com a sant per l'Església Catòlica i és patró de la vila de Ripoll.

## Llegenda
La tradició (poc fidedigna) el presenta com a nascut a la Llombardia al segle v. Convertit al cristianisme, va ser monjo, sacerdot a Portvendres, on fou deixeble de l'eremita Pancraç de Portvendres. D'allí va exiliar-se a Tavèrnoles (Urgell). Va ser mort a Acs (Arieja) en temps d'Àtila. Altres tradicions el fan viure al segle VIII i morir a mans dels musulmans. La tradició ripollesa el fa nadiu de Tolosa i mort pels vàndals.

## Patronatge de Ripoll
El 1004 va ser proclamat sant patró de Ripoll (arran de les pluges que, en treure les relíquies en processó, van acabar amb una greu sequera), on l'11 de maig se'n celebra la festa major. Les restes del sant hi havien estat dutes el 978, segons la llegenda, després de ser robades a Acs i instal·lades a una capella que hi havia on avui hi ha la Plaça de Sant Eudald. Des de llavors, la devoció al sant s'estengué per l'àrea pirinenca.
L'any 1054 es construí una església a Ripoll al lloc de la capella. Reformada el 1622 i refeta en 1822, va ser enderrocada el 1936 per tal de donar lloc a l'actual plaça. Després de la guerra, l'urna de plata del segle xvii que conté les relíquies del sant passà al monestir de Santa Maria de Ripoll, on es venera a l'altar de Sant Joaquim. El reliquiari consta d'una arqueta decorada amb relleus repussats en argent, de força mèrit, que representen diversos episodis de la vida del sant, i del bust del sant, en argent policromat. El trasllat es commemora el 6 de novembre i la seva festa se celebra l'11 de maig, aniversari del martiri.

### El cotó de Sant Eudald
A Ripoll, els assistents als oficis de la festa major poden obtenir, un cop acaba la cerimònia, l'anomenat cotó de sant Eudald: es tracta d'unes fibres de cotó al qual se suposen capacitats guaridores. Abans aquestes capacitats s'obtenien havent tocat la relíquia del crani del sant; avui, només són beneïdes a l'església.

## Martyriumde Sorba
Unes excavacions al final dels anys setanta del segle XX a l'església de Santa Maria de Sorba, a Sorba municipi de Montmajor, van descobrir unes restes que podrien correspondre a un martyrium aixecat sobre el lloc d'enterrament d'un sant que, per les inscripcions trobades, podria ser Sant Eudald. Això suposaria una revisió de totes les tradicions.
L'edificació, del segle vi, era circular i coberta amb cúpula. L'atribució a Sant Eudald es basa en la inscripció present a la tapa de calç fina que tapava el reconditori de l'ara d'un altar que hi havia damunt de la cambra sepulcral i al bell mig de la rotonda, on es podia llegir: [E]UBALDIS RELIQUIAE SUNT MARTYRIS XRISTI. AMEN. Amb aquesta identificació, es va donar per suposat que l'enterrament situat en aquest edifici pertanyia a sant Eudald. Dins la tomba es va trobar part d'un esquelet, que, si l'atribució fos correcta, seria el del sant.
Cal, però, confirmar que l'edifici era, realment, un martyrium i que l'atribució al sant és adequada, ja que cap document ni tradició anterior esmenta l'existència d'aquest enterrament que hauria estat un centre de culte en algun moment.